# La Chapelle-en-Vexin
La Chapelle-en-Vexin ist eine französische Gemeinde mit 316 Einwohnern (Stand 1. Januar 2022) im Département Val-d’Oise in der Region Île-de-France. Die Bewohner nennen sich Chapellois bzw. Chapelloises.

## Geografie
Die Gemeinde La Chapelle-en-Vexin befindet sich an einer ehemaligen Römerstraße, die Lutetia mit Lillebonne verband. Heute verläuft die RN14 entlang dieser Strecke und durchquert die Ebene des Vexin.
Nachbargemeinden von La Chapelle-en-Vexin sind Parnes im Norden, Saint-Gervais im Osten, Omerville im Süden, Ambleville im Südwesten, Montreuil-sur-Epte im Westen und Buhy im Nordwesten.
Das Gemeindegebiet gehört zum Regionalen Naturpark Vexin français.

## Geschichte
Funde aus der Vorgeschichte bezeugen eine frühe Besiedlung.

## Sehenswürdigkeiten
- Kirche Saint-Nicolas, erbaut im 12./13. Jahrhundert (Monument historique)[1]

## Bevölkerungsentwicklung
| Jahr      | 1962 | 1968 | 1975 | 1982 | 1990 | 1999 | 2007 |
| --------- | ---- | ---- | ---- | ---- | ---- | ---- | ---- |
| Einwohner | 133  | 145  | 159  | 159  | 344  | 320  | 322  |